# Sarcophaga disputata
Sarcophaga disputata är en tvåvingeart som beskrevs av Andy Z. Lehrer 1967. Sarcophaga disputata ingår i släktet Sarcophaga och familjen köttflugor.
Artens utbredningsområde är Rumänien. Inga underarter finns listade i Catalogue of Life.